# Opperste schatbewaarder

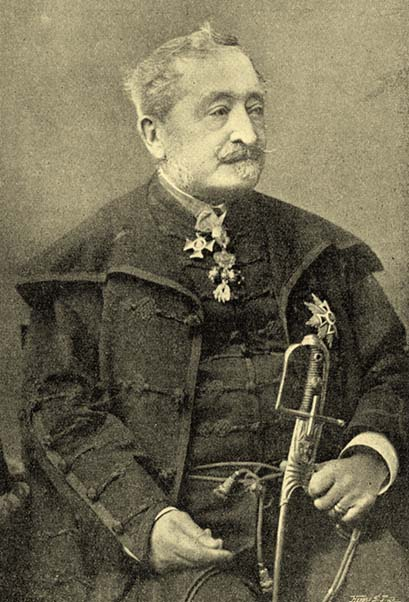
László Szőgyény-Marich sr., opperste schatbewaarder van 1884 tot 1888

De opperste schatbewaarder (Hongaars: tárnokmester, Duits: Königlicher Ober-Schatzmeister, Latijn: magister tavarnicorum, magister tavernocorum regalium of summus camerarius, Slovaaks: taverník) was vanaf de 12e eeuw een koninklijk ambt in het koninkrijk Hongarije.
Aanvankelijk  waren de dragers van dit ambt verantwoordelijk voor de inning en het beheer van de koninklijke inkomsten. Gaandeweg kreeg de functie een meer gerechtelijke invulling, zodat de opperste schatbewaarders tot de hoogste magistraten van het koninkrijk werden gerekend. Vanaf de 14e eeuw zaten ze de hoven van beroep voor van koninklijke vrijsteden zoals Boeda, Kassa en Pozsony.
Na de invoering van de Hofkamer, de hoogste instelling voor financiën en economie in het koninkrijk van 1528 tot 1848, nam de invloed van de opperste schatbewaarder af. De functie werd  de facto afgeschaft in 1848, maar bleef officieel bestaan als het op drie na hoogste ambt in Hongarije tot in 1918. De opperste schatbewaarder was lid van het Magnatenhuis en speelde een rol in de koninklijke kroningsceremonie. 